# Saint-Jean-de-Côle
Saint-Jean-de-Côle település Franciaországban, Dordogne megyében. Lakosainak száma 365 fő (2022. január 1.). Saint-Jean-de-Côle Saint-Martin-de-Fressengeas, Villars, Saint-Romain-et-Saint-Clément, Vaunac, Saint-Pierre-de-Côle és Thiviers községekkel határos.

## Népesség
A település népessége az elmúlt években az alábbi módon változott:
| Lakosok száma | 318  | 343  | 339  | 346  | 364  | 367  | 365  | 364  | 369  | 365  |
|               | 1968 | 1982 | 1990 | 2006 | 2013 | 2015 | 2017 | 2019 | 2020 | 2022 |